# Vale do Paraiba Fluminense (tiểu vùng)
Vale do Paraiba Fluminense là một tiểu vùng thuộc bang Rio de Janeiro, Brasil. Tiều vùng này có diện tích 3829 km², dân số năm 2007 là 624090 người.